# Liste der Monuments historiques in Cirfontaines-en-Azois
Die Liste der Monuments historiques in Cirfontaines-en-Azois führt die Monuments historiques in der französischen Gemeinde Cirfontaines-en-Azois auf.

## Liste der Objekte
| Bezeichnung                    | Beschreibung                               | Standort                                       | Kennzeichnung | Schutzstatus | Datum | Bild |
| ------------------------------ | ------------------------------------------ | ---------------------------------------------- | ------------- | ------------ | ----- | ---- |
| Chorschranke und Triumphbalken | Holz, 18. Jahrhundert                      | in der Kirche Notre-Dame-en-sa-Nativité (Lage) | PM52002006    | Inscrit      | 2013  |      |
| Hauptaltar                     | Holz, bezeichnet 1734                      | in der Kirche Notre-Dame-en-sa-Nativité (Lage) | PM52002004    | Inscrit      | 2013  |      |
| Retabel der Seitenaltäre       | Holz, zweites Viertel des 18. Jahrhunderts | in der Kirche Notre-Dame-en-sa-Nativité (Lage) | PM52002005    | Inscrit      | 2013  |      |